# Adelaide International 2022
L'Adelaide International 2022 è stato un torneo di tennis giocato all'aperto sul cemento. È stata la 2ª edizione del torneo per gli uomini e la 3ª per le donne, facente parte della categoria WTA 500 nell'ambito del WTA Tour 2022 e della categoria ATP Tour 250 nell'ambito dell'ATP Tour 2022. Entrambi i tornei si sono giocati al Memorial Drive Tennis Centre di Adelaide in Australia, dal 2 al 9 gennaio 2022.
Per questa edizione si è tornati a giocare il torneo maschile, che l'anno prima era stato spostato a Melbourne a causa della pandemia di COVID-19 e aveva preso il nome Great Ocean Road Open. La settimana dopo la disputa dell'Adelaide International 2022 era prevista al Memorial Drive Tennis Centre un'altra edizione del torneo sia maschile (ATP 250) che femminile (WTA 250).

## Partecipanti ATP

### Teste di serie
| Nazionalità   | Giocatore        | Ranking* | Testa di serie |
| ------------- | ---------------- | -------- | -------------- |
| Francia       | Gaël Monfils     | 21       | 1              |
| Russia        | Karen Chačanov   | 29       | 2              |
| Croazia       | Marin Čilić      | 30       | 3              |
| Stati Uniti   | Frances Tiafoe   | 38       | 4              |
| Ungheria      | Márton Fucsovics | 40       | 5              |
| Stati Uniti   | Tommy Paul       | 43       | 6              |
| Serbia        | Laslo Đere       | 52       | 7              |
| Corea del Sud | Kwon Soon-woo    | 53       | 8              |

* Ranking al 27 dicembre 2021.

### Altri partecipanti
I seguenti giocatori hanno ricevuto una wildcard per il tabellone principale:
- Alex Bolt
- Thanasi Kokkinakis
- Aleksandar Vukic

I seguenti giocatori sono passati dalle qualificazioni:

- Francisco Cerúndolo
- Tarō Daniel
- Jahor Herasimaŭ
- Holger Rune

### Ritiri
Prima del torneo
- Ugo Humbert → sostituito da  Juan Manuel Cerúndolo
- Miomir Kecmanović → sostituito da  Alex Molčan
- Sebastian Korda → sostituito da  Thiago Monteiro
- Arthur Rinderknech → sostituito da  Corentin Moutet

## Partecipanti ATP doppio
| Nazione              | Giocatore         | Nazione     | Giocatore          | Rank* | Testa di serie |
| -------------------- | ----------------- | ----------- | ------------------ | ----- | -------------- |
| Croazia              | Ivan Dodig        | Brasile     | Marcelo Melo       | 41    | 1              |
| Belgio               | Sander Gillé      | Belgio      | Joran Vliegen      | 56    | 2              |
| Uruguay              | Ariel Behar       | Ecuador     | Gonzalo Escobar    | 80    | 3              |
| Bosnia ed Erzegovina | Tomislav Brkić    | Messico     | Santiago González  | 82    | 4              |
| Australia            | Matthew Ebden     | Australia   | John-Patrick Smith | 125   | 5              |
| Israele              | Jonathan Erlich   | Svezia      | André Göransson    | 128   | 6              |
| Regno Unito          | Lloyd Glasspool   | Finlandia   | Harri Heliövaara   | 142   | 7              |
| Stati Uniti          | Nathaniel Lammons | Stati Uniti | Jackson Withrow    | 176   | 8              |

* Ranking al 27 dicembre 2021.

## Partecipanti WTA

### Teste di serie
| Nazionalità | Giocatrice      | Ranking* | Testa di serie |
| ----------- | --------------- | -------- | -------------- |
| Australia   | Ashleigh Barty  | 1        | 1              |
| Bielorussia | Aryna Sabalenka | 2        | 2              |
| Grecia      | Maria Sakkarī   | 6        | 3              |
| Spagna      | Paula Badosa    | 8        | 4              |
| Polonia     | Iga Świątek     | 9        | 5              |
| Stati Uniti | Sofia Kenin     | 12       | 6              |
| Kazakistan  | Elena Rybakina  | 14       | 7              |
| Ucraina     | Elina Svitolina | 15       | 8              |

* Ranking al 27 dicembre 2021.

### Altre partecipanti
Le seguenti giocatrici hanno ricevuto una wildcard per il tabellone principale:
- Priscilla Hon
- Storm Sanders

Le seguenti giocatrici sono passate dalle qualificazioni:

- Marie Bouzková
- Lucia Bronzetti
- Ulrikke Eikeri
- Maddison Inglis
- Despina Papamichail
- Dar'ja Saville

### Ritiri
Prima del torneo
- Belinda Bencic → sostituita da  Kaja Juvan
- Ons Jabeur → sostituita da  Shelby Rogers
- Barbora Krejčíková → sostituita da  Ajla Tomljanović
- Garbiñe Muguruza → sostituita da  Kristína Kučová
- Jeļena Ostapenko → sostituita da  Misaki Doi
- Karolína Plíšková → sostituita da  Heather Watsonc

## Partecipanti WTA doppio

### Teste di serie
| Nazione  | Giocatore          | Nazione     | Giocatore       | Rank* | Testa di serie |
| -------- | ------------------ | ----------- | --------------- | ----- | -------------- |
| Giappone | Shūko Aoyama       | Giappone    | Ena Shibahara   | 10    | 1              |
| Canada   | Gabriela Dabrowski | Messico     | Giuliana Olmos  | 25    | 2              |
| Cile     | Alexa Guarachi     | Stati Uniti | Nicole Melichar | 25    | 3              |
| Croazia  | Darija Jurak       | Slovenia    | Andreja Klepač  | 29    | 4              |

* Ranking al 27 dicembre 2021.

### Altre partecipanti
La seguente coppia ha ricevuto una wildcard per il tabellone principale:
- Priscilla Hon /  Charlotte Kempenaers-Pocz

### Ritiri
Prima del torneo
- Alexa Guarachi /  Nicole Melichar-Martinez → sostituite da  Sofia Kenin /  Nicole Melichar-Martinez
- Ljudmyla Kičenok /  Jeļena Ostapenko → sostituite da  Kateryna Bondarenko /  Ljudmyla Kičenok
- Desirae Krawczyk /  Bethanie Mattek-Sands → sostituite da  Ashleigh Barty /  Storm Sanders

## Punti
| Evento              | V   | F   | SF  | QF  | 2T   | 1T   | Q    | Q2   | Q1   |
| Singolare femminile | 470 | 305 | 185 | 100 | 55   | 1    | 25   | 13   | 1    |
| Doppio femminile    | 470 | 305 | 185 | 100 | N.D. | N.D. | N.D. | N.D. | N.D. |

## Montepremi
| Evento              | V       | F       | SF      | QF      | 2T     | 1T   | Q      | Q2     | Q1   |
| Singolare femminile | $68 570 | $51 000 | $32 400 | $15 500 | $8 200 | N.D. | $5 000 | $2 565 | N.D. |
| Doppio femminile    | $25 230 | $17 750 | $10 000 | $5 500  | N.D.   | N.D. | N.D.   | N.D.   | N.D. |

## Campioni

### Singolare maschile
Gaël Monfils ha sconfitto in finale  Karen Chačanov con il punteggio di 6-4, 6-4.
- È l'undicesimo titolo in carriera per Monfils, il primo della stagione.

### Singolare femminile
Ashleigh Barty ha sconfitto in finale  Elena Rybakina con il punteggio di 6-1, 6-4.
- É il quattordicesimo in carriera per Barty, il primo della stagione.

### Doppio maschile
Rohan Bopanna /  Ramkumar Ramanathan hanno sconfitto in finale  Ivan Dodig /  Marcelo Melo con il punteggio di 7-6(6), 6-1.

### Doppio femminile
Ashleigh Barty /  Storm Sanders hanno sconfitto in finale  Darija Jurak Schreiber /  Andreja Klepač con il punteggio di 6-1, 6-4.